# آنتانانیوو هائوت
آنتانانیوو هائوت (به لاتین: Antananivo Haut) یک منطقهٔ مسکونی در ماداگاسکار است که در بالانانا واقع شده‌است. آنتانانیوو هائوت ۵٬۰۰۰ نفر جمعیت دارد و ۱٬۵۹۲ متر بالاتر از سطح دریا واقع شده‌است.